# Queens Park Rangers Football Club
O Queens Park Rangers Football Club, mais conhecido simplesmente por Rangers ou QPR é um clube de futebol inglês sediado no distrito de Shepherd's Bush, que localiza-se no oeste de Londres. Atualmente disputa a EFL Championship.
O clube também é conhecido como "QPR" (ou na maioria das vezes "Rangers") e o seu apelido é The Hoops (ou The Superhoops) - em português, As Listras ou As Super Listras - devido às listras de cor branca e azul na camisa do clube. O seu estádio é o Loftus Road, que tem uma capacidade de 18 439 espectadores.
A sua maior conquista foi a Copa da Liga Inglesa em 1966-67, já tendo sido vice-campeão inglês em sua melhor participação, na Temporada 1975-76.
O QPR tem o Chelsea e o Fulham como seus rivais, pois os 3 clubes são da mesma zona da cidade, mas também possui uma grande rivalidade histórica com outro time da zona oeste de Londres, o Brentford.

## História

### Primeiros anos
O QPR foi fundado em 1882, quando um time conhecido como São Judas fundiu-se com Christchurch Rangers. O time resultante foi chamado de Queens Park Rangers, porque a maioria dos jogadores veio de Queen´s Park em Londres, área do noroeste de Londres.

O QPR tornou-se uma equipe profissional em 1889 e jogou seus jogos com o mando de campo em cerca de 20 estádios diferentes (um recorde de campeonato), fixando-se em Loftus Road em 1917 (embora a equipe tenha brevemente tentado atrair multidões maiores, jogando no White City Stadium por dois curtos períodos: 1931 a 1933 e de 1962-63.

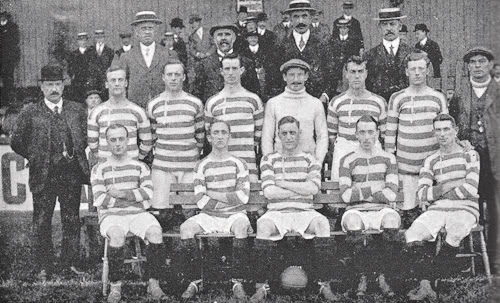
Time do QPR de 1911

O QPR foi promovido como campeão da Terceira Divisão Sul na temporada 1947-48. Dave Mangnall como o gerente, registrou quatro temporadas na Segunda Divisão, sendo rebaixado em 1951-52. Tony Ingham assinou, vindo do Leeds e tornou-se o jogador com mais presenças pelo clube (519). Antes do início da Temporada 1959-60, o QPR viu a chegada do, sem dúvida, seu maior treinador, Alec Stock.
A Temporada 1960-61 viu o QPR conseguir sua maior vitória até esta data: 9-2 sobre o Tranmere Rovers em um jogo da terceira divisão. Com o tempo, Stock, com o advento do presidente Jim Gregory em meados dos anos 60 ajudou a alcançar uma transformação total do clube e de seus arredores.

### Glória, taça e promoção
Em 1966-67, QPR ganhou a terceira divisão e se tornou o terceiro clube fora da primeira divisão a ganhar a Taça da Liga, no sábado, 4 de março de 1967, batendo West Bromwich por 3-2, de virada. 42 anos depois, este é o único troféu importante que QPR ganhou. A final foi também a primeira da Taça da Liga a ser realizada no Estádio de Wembley. 

QPR vs WBA Final da Copa da Liga de 1967

Depois de ganhar a promoção em 1968, para a Liga de Futebol da Primeira Divisão pela primeira vez em sua história, o Queens Park Rangers foi rebaixado após apenas uma temporada e passou os próximos quatro anos na Divisão 2.
Terry Venables juntou-se ao QPR a partir do início da temporada 1969-70 e Rodney Marsh foi vendido ao Manchester City. Durante este tempo, surgiram novos heróis no QPR, incluindo Phil Parkes, Don Givens, Dave Thomas e Stan Bowles. Essas novas contratações foram além de talentos locais como Dave Clement, Ian Gillard, Mick Leach e Gerry Francis.
Em 1974, Dave Sexton ingressou como treinador e em 1975-76 levou QPR ao posto de vice-campeão do Campeonato Inglês da Primeira Divisão, perdendo o campeonato por um único ponto, com um grupo que contou com sete internacionalizações pela Seleção da Inglaterra. Depois de completar sua temporada de 42 jogos, QPR chegou ao topo do campeonato, um ponto à frente do Liverpool, que derrotou o Wolverhampton para conquistar o título. Os anos 1970 também viram algum sucesso, com o Q.P. Rangers chegando às meias-finais da Taça da Liga e na sua primeira entrada no futebol europeu alcançou as quartas de final da Taça UEFA, perdendo para AEK Atenas nos pênaltis. Após a saída de Sexton, em 1977, o clube caiu para a Segunda Divisão em 1979.

### O regresso de Gerry Francis
Gerry Francis, um jogador chave no QPR de 1970 que tinha provado a si mesmo como um gestor de sucesso com Bristol Rovers, foi nomeado treinador, no verão de 1991. Na campanha 1991-92 da Primeira Divisão, o QPR terminou no meio da tabela o campeonato e também foi membro fundador da Premier League, terminando em quinto, como o melhores time de Londres na temporada de 1992-93, que inaugurou a nova competição.
Francis supervisionou uma das vitórias mais famosas do QPR, a vitória por 4-1 no Estádio Old Trafford, transmitida pela TV ao vivo, na virada do Ano Novo de 1992.
No meio da temporada 1994-95, Francis demitiu-se e rapidamente tornou-se treinador do Tottenham Hotspur e Ray Wilkins foi escalado como jogador/treinador. Wilkins levou QPR a um oitavo lugar na Premiership. Em julho de 1995, o artilheiro do clube, Les Ferdinand, foi vendido por um preço recorde do clube de £ 6 milhões para Newcastle United.

### Vida após a Premiership
O QPR fora rebaixado no final da temporada 1995-96. Em seguida, competiu na Divisão 1, até 2001, com uma sucessão de gestores. Gerry Francis voltou em 1998, no entanto, a temporada 2000-2001 provou ser um desastre, e pediu demissão no início de 2001. Ex-jogador carismático Ian Holloway tornou-se treinador, mas foi incapaz de impedir de ser relegado para terceira divisão da Inglaterra pela primeira vez há mais de trinta anos. Após a temporada 2003-2004 o QPR voltou a Divisão 1.

### Problemas fora de campo
Durante este mesmo período, o QPR se envolveu em controvérsia financeira em sua diretoria. Apesar de o clube ter entrado no mercado de investimento em 1991, em 2001, entrou falência. Períodos de dificuldades financeiras seguidos deixou o clube em má administração depois de receber um empréstimo de emergência de 10 milhões de libras com juros elevados e que continuou a pesar sobre o clube. Os escândalos envolvendo os diretores, acionistas e outros surgiram na temporada 2005-06 e incluiram acusações de chantagem e ameaças de violência contra o presidente do clube Gianni Paladini. Em um incidente não relacionado ao QPR, o assassinato da jovem futebolista do clube, Kiyan Prince, em 18 de maio de 2006 e, em agosto 2007, a morte do adolescente promissor Ray Jones em um acidente de carro, tornaram as dificuldades ainda maiores.

### Temporada 2007-08

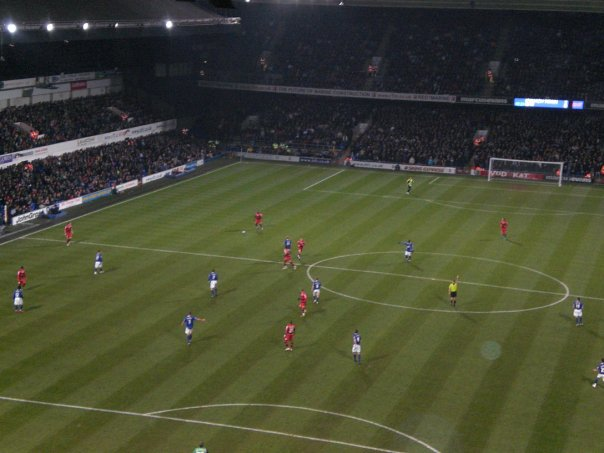
Ipswich - QPR 2009

Após este ponto baixo na história do clube, o QPR também enfrentou crescente pressão financeira, no mesmo mês, foi anunciado que o clube tinha sido comprado pelos empresários Flavio Briatore e Bernie Ecclestone. Durante a temporada, os Rangers disputaram a Football League Championship. A gestão de John Gregory chegou ao fim em outubro de 2007, após uma série de maus resultados deixaram QPR na parte inferior do campeonato e ele foi substituído por Luigi De Canio até o final da temporada 2007-08. Mais investimentos no início de 2008, foi como o clube conseguiu ser promovido para a primeira divisão, a Premier League, depois de quatro anos de uma grande estabilidade financeira.

### Temporada 2008-09
Em 19 de novembro de 2008, o QPR contratou o ex-meio-campista português Paulo Sousa como seu novo treinador. No mesmo dia, como Sousa pediu demissão, Gareth Ainsworth foi apontado como o jogador/técnico interino do QPR pela segunda vez. Em 3 de Junho de 2009 Jim Magilton foi nomeado como novo treinador do Queens Park Rangers. O então presidente do Rangers Briatore disse: "Tivemos um número extremamente elevado de candidatos, mas Jim era o candidato stand-out para o papel". No entanto, apesar do QPR ter tido um bom começo para a temporada 2009–10, uma perda de forma combinada com um incidente com o meio-campista húngaro Ákos Buzsáky viu o clube mais uma vez envolvido em controvérsia. Jim Magilton deixou o clube por mútuo consentimento, em 16 de dezembro de 2009, juntamente com seu assistente John Gorman. Eles foram substituídos por Paul Hart e Mick Harford no dia seguinte. Menos de um mês e apenas 5 jogos depois de se tornar gerente de QPR, Paul Hart rompeu com o clube em 14 de janeiro de 2010. As razões para sua saída do clube não foram declaradas.

### Uma nova era

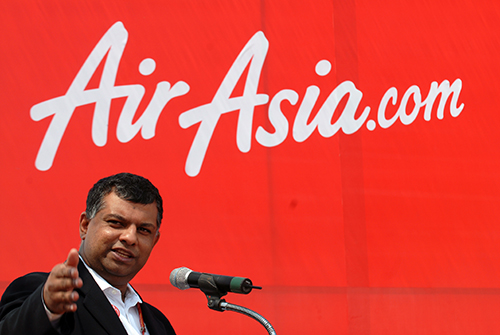
Tony Fernandes

Em 30 de abril de 2011, o QPR garantiu a promoção para a Premier League com uma vitória por 2-0 sobre o Watford. Em 18 de agosto de 2011, o empresário da Malásia Tony Fernandes foi revelado como o accionista majoritário, depois de ter comprado os 66% de Ecclestone no clube, enquanto a família Mittal manteve sua parte de 33 % de participação. Amit Bhatia foi restaurado à sua posição como vice-presidente. Beard Phillip foi anunciado como o novo executivo-chefe do clube e Gianni Paladini removido como presidente do clube. Briatore e Ecclestone não estão mais envolvidos com o clube. Eles não têm representação no conselho ou outros laços financeiros.
Bhatia também explicou no anúncio de aquisição que o empréstimo, o que representa a dívida refinanciada ABC Corporation já foi "comprado" pelo novo regime. Não obstante, é que a dívida atual é representado por empréstimo de acionistas para o clube e não é remunerado. Apesar de fortunas do clube em atrair investidores, que continua a ser envolvido em controvérsias a partir de regimes de propriedade anteriores e tem sido objecto de processos de investidores antigos. Em janeiro de 2012, o presidente do clube, Tony Fernandes contrata Mark Hughes como treinador, 36 horas após a saída do anterior titular Neil Warnock ter sido demitido. Após um começo difícil de sua carreira em Lotus Road, Hughes fez questão de manter o status do QPR na Premier League, na sequência de uma derrota por 3-2 para o Manchester City, no último dia da temporada, depois de uma corrida de 5 rodadas viu o time escapar da queda.

### Temporada 2012-13

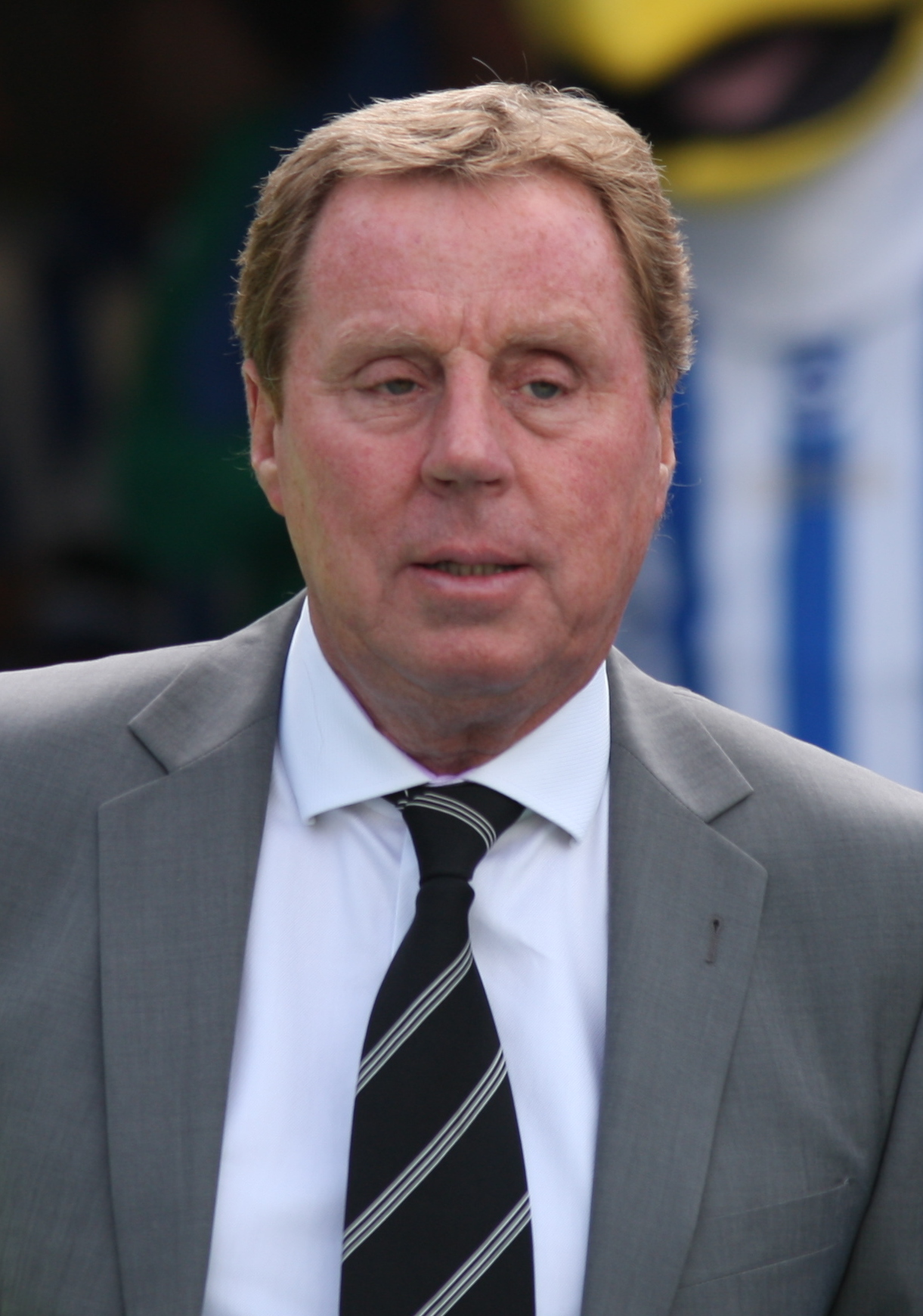
Harry Redknapp 2011

No dia 23 de novembro de 2012, Mark Hughes foi demitido por maus resultados, após ficar na parte inferior da tabela por algumas semanas. Um dia depois, Harry Redknapp foi confirmado como o novo treinador. De possível “azarão” da temporada a lanterna e rebaixado. O ano que parecia promissor para os torcedores do QPR, terminou de forma melancólica. Para um time que tinha como objetivo claro não ser rebaixado para a Championship, os investimentos iniciais denotavam outra meta: brigar por algo a mais. Foram 12 contratações feitas até outubro de 2012, algumas bem ousadas para um time “mediano”. Jogadores de bagagem, como Julio César, José Bosingwa, Park Ji-Sung, Stéphane Mbia, Esteban Granero e gastando 44.308.000 libras. O técnico Mark Hughes parecia ter, enfim, um time para brigar por algo mais do que o melancólico 17º lugar na temporada 2011/2012.A Premier League começou e a realidade foi cruel com o QPR. Após 13 partidas e nenhuma vitória conquistada, Hugues caiu. Veio Harry Redknapp, o especialista em evitar degolas na Premier League. Vieram apenas quatro vitórias nos restantes 25 jogos. Nem as boas contratações feitas em janeiro, como as de Loïc Rémy, Jermaine Jenas e Christopher Samba trouxeram o efeito esperado ao time. E o rebaixamento foi inevitável. Com apenas 25 pontos ganhos. Uma das poucas vitórias da temporada, porém, foi marcante: o 1-0 contra o Chelsea, em Stamford Bridge, um dos poucos momentos felizes do QPR na temporada.

### Temporada 2013-14
Durante a Temporada 2013-14, O QPR terminou em 4 º na Football League Championship, e se classificou para os play-offs, onde eles derrotaram Wigan Athletic nas semi-finais. Disputaram a final dos play-offs contra o Derby County em 24 de Maio de 2014,O QPR venceu por 1-0 com um gol de Bobby Zamora aos 90 minutos de jogo que garantiu o retorno à Premier League.

### De 2014 até o presente
Depois da promoção à Premier League, o QPR teve uma campanha difícil em 2014-15. Harry Redknapp foi demitido em fevereiro, após maus resultados e frustração mútua com a direção. Foi substituído por Chris Ramsey. O clube terminou a temporada em último lugar, com apenas 30 pontos, e foi rebaixado para a Championship após apenas uma temporada da promoção. Após um mau início da temporada seguinte, Ramsey foi demitido em novembro de 2015 e o antigo treinador Neil Warnock regressou como interino. A 4 de dezembro de 2015, Jimmy Floyd Hasselbaink foi nomeado novo treinador do clube, com um contrato sem termo. Hasselbaink foi demitido a 5 de novembro de 2016, apenas 11 meses depois de ter assumido o cargo. Seis dias mais tarde, o QPR voltou a nomear Ian Holloway, que tinha estado no cargo 10 anos antes. Holloway deixou o clube no final da época 2017-18.
Em 17 de maio de 2018, o QPR nomeou o antigo treinador inglês Steve McClaren como treinador. Apesar de uma primeira metade da temporada promissora, em que a equipe chegou a ocupar o oitavo lugar no Natal, os resultados caíram rapidamente após a viragem do ano e McClaren foi demitido em abril de 2019, após uma derrota por 2-1 para o Bolton.
Em 8 de maio de 2019, Mark Warburton foi nomeado sucessor de McClaren por um contrato de dois anos. Ele assinou um novo contrato antes da temporada 2021-22. O clube jogou um futebol atraente baseado na posse de bola e tentou a promoção nas três temporadas de Warburton no comando, no entanto, não conseguiu chegar aos play-offs em nenhuma dessas temporadas. O contrato de Warburton não foi renovado após a temporada 2021-22, na qual um final de temporada decepcionante viu o Rangers cair fora dos play-offs, onde passou a maior parte da temporada e terminou em 11º.
Antes da temporada 2022-23, o antigo auxiliar técnico do Aston Villa e treinador da equipe principal do Rangers, Michael Beale, foi nomeado treinador com um contrato de três anos em 1 de junho de 2022. Quinze dias depois de prometer a sua lealdade ao clube, Beale foi abordado pelo clube escocês Rangers, que o nomeou treinador em novembro de 2022. No entanto, depois de uma péssima campanha e de cair para o 20º lugar na EFL Championship, Neil Critchley foi demitido após apenas 46 dias no cargo, saindo com a menor percentagem de vitórias de qualquer treinador na sua história, vencendo um jogo em doze. Foi substituído pelo ex-jogador Gareth Ainsworth, vindo do Wycombe Wanderers.

## Estádio
O Loftus Road é a casa do time atualmente, sua capacidade é de 18.439 pessoas. Antes do Loftus Road o time londrino passara por vinte estádios diferentes, sem encontrar-se em nenhum deles, tanto é que os vinte primeiros jogos da história da equipe já como profissional não foram mais de uma vez na mesma casa.
- Loftus RoadWelford Fields (1886–1888)[9]

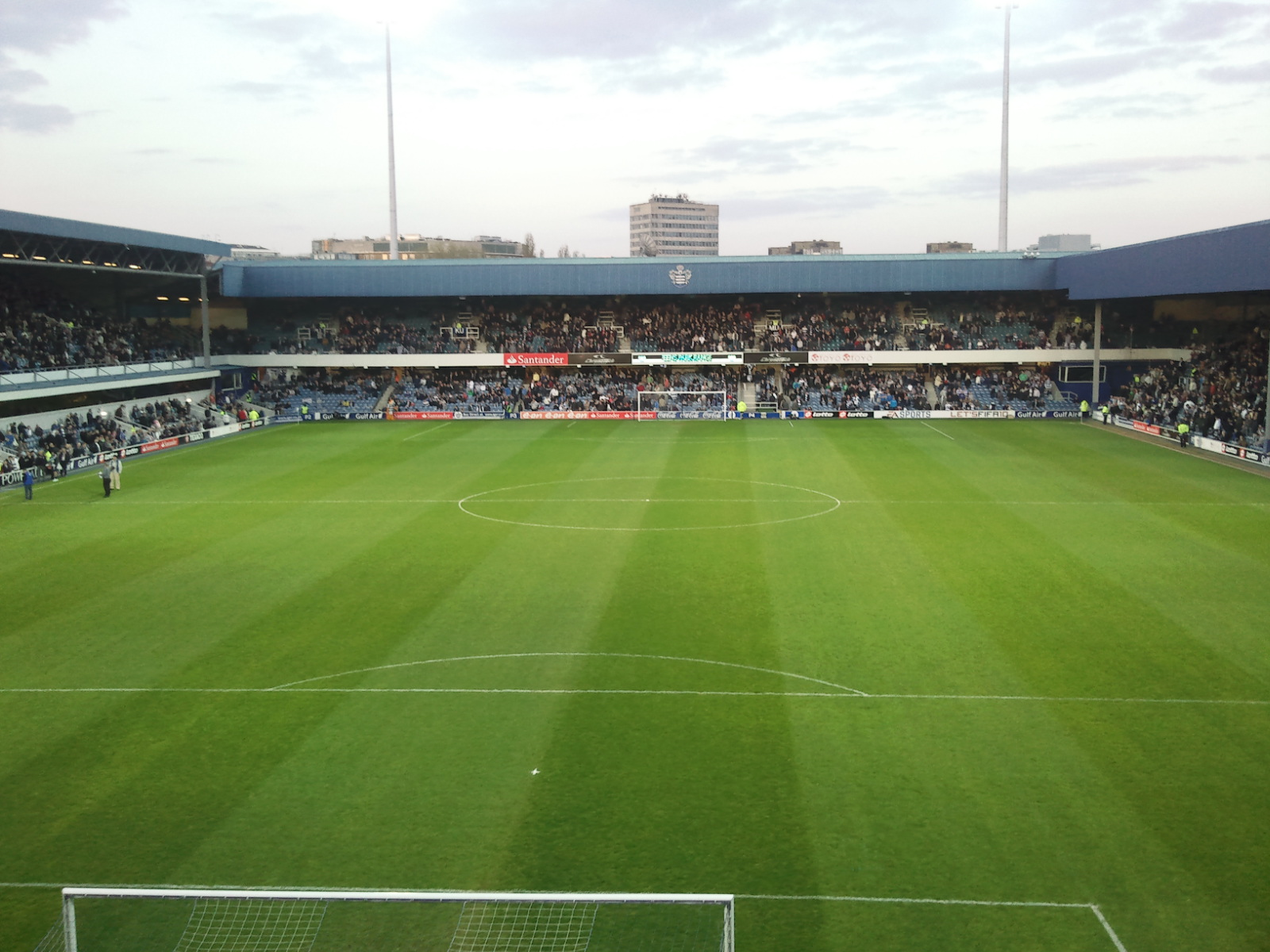
Loftus Road

- London Scottish Ground (1888–1889)[9]
- Home Farm (1888–1889)[9]
- Kensal Green (1888–1889)[9]
- Gun Club (1888–1889)[9]
- Wormwood Scrubs (1888–1889)
- Kilburn Cricket Ground (1888–1889)[9]
- Barn Elms (1891)[9]
- Kensal Rise Athletic Ground (1899–1901)[9]
- Latimer Road (1901–1902)[9]
- Kensal Rise Athletic Ground (1902–1904)[9]
- Parque de exposições da Royal Agricultural Society (1904–1907)[9]
- Park Royal Ground (1907–1917)[9]
- Loftus Road (1917–1931)[9]
- White City Stadium (1931–1933)[9]
- Loftus Road (1933–1962)[9]
- White City Stadium (1962–1963)[9]
- Loftus Road (1963 –presente)[9]

Havia planos para construir um novo estádio de 40.000 lugares, denominado New Queens Park; no entanto, os planos foram arquivados, tendo o clube optado por construir um estádio no local do Estádio Linford Christie, com 30.000 lugares. O clube argumentou que isso traria um enorme impulso financeiro para a área local, mas os seus planos foram recebidos com algum ceticismo inicial pelo Concelho de Hammersmith & Fulham.
O QPR também envolveu-se numa longa batalha legal para construir um campo de treinos em Warren Farm, em Southall. Em novembro de 2018, os juízes da Suprema Corte rejeitaram o último recurso dos objetores locais contra as propostas, abrindo caminho para o início da remodelação do local. No entanto, o clube abandonou formalmente os planos para um campo de treinos em Warren Farm em 6 de maio de 2020, substituindo-o por um plano para transformar o local num centro desportivo comunitário, uma vez que o clube assinou um acordo de não divulgação com uma parte desconhecida relativamente à propriedade de outro local. Foi anunciado em 6 de julho que o clube assegurou formalmente a propriedade do Heston Sports Ground do Imperial College, com a intenção de transformar o local num campo de treinos para o clube, estando em curso discussões entre o clube e a Câmara Municipal de Hounslow.
Em 31 de março de 2021, o clube obteve a autorização de planeamento para a remodelação do Heston Sports Ground, transformando-o num campo de treinos de última geração, sujeito a uma consulta à Secretária de Estado. O clube recebeu o apoio formal da Secretária de Estado em 27 de setembro de 2021, juntamente com a autorização final de planeamento do Conselho de Hounslow, tendo a construção formal começado em 1 de outubro de 2021. O clube pretende mudar-se para as instalações de 20 milhões de libras (com 6,75 milhões de libras a serem angariadas através de um esquema de obrigações), no início da temporada de 2022-23, sendo a data final da competição a temporada de 2023-24.
Em junho de 2019, o clube ofereceu os direitos de nome do estádio à The Kiyan Prince Foundation, uma instituição de caridade local criada pelo pai de Kiyan Prince. Prince era um antigo jogador juvenil do QPR que foi esfaqueado mortalmente em 2006. Em 25 de maio de 2022, o clube anunciou que o nome do estádio voltaria a Loftus Road antes da temporada 2022-23.

## Torcida e rivalidades
O QPR tem uma base de torcedores modesta, mas leal, que vem de toda a zona oeste de Londres e dos condados próximos. O clube tem clubes de torcedores em todo o mundo, incluindo na Irlanda, nos Estados Unidos, na Austrália, na Noruega e na Serra Leoa. O fanzine mais antigo do clube é o A Kick Up The R's, publicado todos os meses desde agosto de 1987 e vendido nos jogos em casa e fora.
Os torcedores mais ativos do QPR nos jogos em casa podem ser encontrados nos blocos Q, P e R, onde os torcedores optam frequentemente por ficar de pé e criar os cânticos no Loft Stand e na Stanley Bowles Stand.
O QPR tem rivalidades de longa data com vários outros clubes, devido à localização do clube na zona oeste de Londres. A mais notável é o West London Derby contra o Chelsea. Outras rivalidades incluem Brentford, Fulham, Cardiff City e Luton Town.

### Canções e cânticos
Quando o clube venceu a final da Copa da Liga em 1967, lançou o single "QPR - The Greatest" sobre a famosa vitória, que contou com a voz do ponta direita do Rangers, Mark Lazarus.
Quando a equipe entra em campo em Loftus Road e quando marca um gol, a canção Papa's Got a Brand New Pigbag, da banda pós-punk Pigbag, é tocada com os torcedores gritando "HOOPS" após o quinto toque da trombeta.
Nos jogos, os torcedores do Rangers entoam cânticos como "Come On You Rs", "We are the pride of West London, The Blue & The White", "Captain Jack" e "We Are the Rangers Boys".

### Torcedores famosos
O QPR tem uma série de torcedores famosos, incluindo: o comediante Bill Bailey, os músicos Peter Doherty (que costumava escrever uma fanzine do QPR intitulada All Quiet On The Western Avenue), Ian Gillan dos Deep Purple, Robert Smith dos The Cure e Mick Jones dos The Clash, os políticos Michael Gove e Alan Johnson, os atores Shane Richie e Martin Clunes, o documentarista Louis Theroux e o antigo jogador de críquete inglês Alex Tudor.

## Títulos
| Nacionais | Nacionais                              | Nacionais | Nacionais         |
|           | Competição                             | Títulos   | Temporadas        |
| --------- | -------------------------------------- | --------- | ----------------- |
|           | Copa da Liga Inglesa                   | 1         | 1966-67           |
|           | Campeonato Inglês - 2° Divisão Acessos | 2         | 1982-83, 2010-11  |
|           | Campeonato Inglês - 3ª Divisão Acessos | 2         | 1947-48 e 1966-67 |

## Campanhas de destaque
Campeonato Inglês - Primeira Divisão
Vice-campeão: 1975-76
 Copa da Inglaterra
Vice-campeão: 1982

## Uniforme
| Periodo             | Fornecedor de uniformes | Patrocinador na camisa                                    |
| ------------------- | ----------------------- | --------------------------------------------------------- |
| 1974–1975           | Admiral                 | Nenhum                                                    |
| 1975–1976           | Umbro                   | Nenhum                                                    |
| 1976–1983           | Adidas                  | Nenhum                                                    |
| 1983–1986           | Adidas                  | Guinness                                                  |
| 1986–1987           | Adidas                  | Blue*Star                                                 |
| 1987–1989           | Adidas                  | Holland e Fly KLM                                         |
| 1989–1990           | Influence               | Holland e Fly KLM                                         |
| Ago 1990 – Dez 1990 | Influence               | Influence Leisure                                         |
| Dez 1990 – 1991     | Influence               | Holland e Fly KLM                                         |
| 1991–1992           | Brooks                  | Brooks                                                    |
| 1992–1993           | Clubhouse               | Classic FM                                                |
| 1993–1994           | Clubhouse               | CSF                                                       |
| 1994–1995           | Clubhouse               | Compaq                                                    |
| 1995–1996           | View From               | Compaq                                                    |
| 1996–1997           | View From               | Ericsson                                                  |
| 1997–2001           | Le Coq Sportif          | Ericsson                                                  |
| 2001–2003           | Le Coq Sportif          | JD Sports                                                 |
| 2003–2006           | Le Coq Sportif          | Binatone                                                  |
| 2006–2008           | Le Coq Sportif          | Cargiant.co.uk                                            |
| 2008–2011           | Lotto                   | GulfAir.com                                               |
| 2011–2012           | Lotto                   | Malaysia Airlines (casa) e AirAsia (visitante e terceira) |
| 2012–2014           | Lotto                   | AirAsia                                                   |
| 2014–2016           | Nike                    | AirAsia                                                   |
| 2016–2017           | Dryworld                | Smarkets                                                  |
| 2017–2020           | Erreà                   | Royal Panda                                               |
| 2020                | Erreà                   | BetUK.com                                                 |
| 2020–2021           | Erreà                   | Football Index                                            |
| 2021                | Erreà                   | Senate Bespoke                                            |
| 2021                | Erreà                   | Ashville Holdings                                         |
| 2022–               | Erreà                   | Convivia                                                  |

## Recordes e estatísticas
- Público mais elevado: 35.353 contra o Leeds United, 27 de abril de 1974, Divisão 1
- Maior número de espectadores sentados: 19.002 contra o Manchester City, 6 de novembro de 1999, Divisão 1
- Maior vitória na liga: 9-2 contra o Tranmere Rovers, 3 de dezembro de 1960, Divisão 3
- Maior derrota na liga: 1 a 8 contra o Manchester United, 19 de março de 1969, Divisão 1
- Maior derrota em casa: 0-6 contra o Newcastle United, 13 de setembro de 2016
- Jogador com mais partidas pela seleção: Alan McDonald, 52 anos, Irlanda do Norte
- Maior número de jogos na liga: Tony Ingham, 519, 1950-63
- Jogador mais velho: Ray Wilkins, 39 anos e 352 dias, 1 de setembro de 1996, Divisão 1
- Jogador mais jovem: Frank Sibley, 15 anos e 275 dias
- Maior número de gols numa edição de liga: George Goddard, 37, Divisão 3 Sul, 1929-30.
- Maior número de gols em uma temporada: Rodney Marsh, 44 (30 na Liga, 3 na Taça de Inglaterra, 11 na Taça da Liga) 1966-67
- Maior número de gols em todas as edições de liga: George Goddard, 174, 1926-34.
- Maior número de gols no geral: George Goddard, 186, 1926-34
- Recorde de taxa de transferência recebida: £19,5 milhões do Crystal Palace por Ebere Eze, agosto de 2020
- Recorde de transferência pago: £12,5 milhões ao Anzhi Makhachkala por Christopher Samba, janeiro de 2013

### QPR em competições europeias
A primeira participação do QPR nas competições europeias aconteceu quando se classificou para a Copa da UEFA de 1976–77, chegando aos quartas de final, onde foi eliminado pelo AEK Atenas nos penâltis. O clube também se classificou para a Copa da UEFA de 1984–85, mas foi eliminado na segunda rodada pelo Partizan de Belgrado.

## Queens Park RangersAll Time XI
Os torcedores do Queens Park Rangers foram convidados a votar em seu time mais forte de todos os tempos em 2008.
- Phil Parkes (1970–79)
- Dave Clement (1965–79)
- Alan McDonald  (1981–97)
- Paul Parker (1987–91)
- Ian Gillard (1968–82)
- Trevor Sinclair (1993–98)
- Stan Bowles (1972–79)
- Gerry Francis (1968–79 e 1981–82)
- Dave Thomas (1972–77)
- Les Ferdinand (1987–95)
- Rodney Marsh (1966–72)

## Ex-jogadores notáveis
- William Chalmers (1922–1924)
- George Goddard (1926–1933)
- Tony Ingham (1950–1963)
- Ron Springett (1955–1958, 1965–1969)
- Brian Bedford (1959–1965)
- Rodney Marsh (1966–1972)
- Gerry Francis (1969–1979, 1981–1982)
- Terry Venables (1969–1975)
- Phil Parkes(1970–1979)
- Stan Bowles (1972–1979)
- Frank McLintock (1973–1977)
- David Webb (1974–1977)
- John Hollins (1975–1979)
- Glenn Roeder (1978–1983)
- Tony Currie (1979–1982)
- Terry Fenwick (1980–1987)
- John Gregory (1981–1985)
- Alan McDonald (1981–1997)
- Gary Bannister (1984–1988)
- =David Seaman (1986–1990)
- Les Ferdinand (1987–1995)
- Trevor Francis (1988–1990)
- Andy Sinton (1989–1993)
- Ray Wilkins (1989–1994, 1994–1996)
- Jan Stejskal (1990–1994)
- Ian Holloway (1991–1996)
- Kevin Gallen (1994–2000, 2001–2007)
- Trevor Sinclair (1993–1998)
- Peter Crouch (2000–2001)
- Danny Shittu (2001–2006)
- Lee Camp (2004, 2007–2008, 2009)
- Dexter Blackstock (2006–2009)
- Zeshan Rehman (2006–2009)
- Kaspars Gorkšs (2008–2011)
- Max Ehmer (2009–2015)
- Joey Barton (2011–2012, 2013–2015)